# Molophilus (Molophilus) ater
Molophilus (Molophilus) ater is een tweevleugelige uit de familie steltmuggen (Limoniidae). De soort komt voor in het Palearctisch gebied.